# شهرستان لینچو
شهرستان لینچو (به لاتین: Linqu County) یک منطقهٔ مسکونی در چین است که در ویفانگ واقع شده‌است.